# تيرويوشي إيتو
تيرويوشي إيتو (伊 東 輝 悦) ولد في 31 أغسطس 1974 في شيزوكا هو لاعب كرة القدم ياباني. وكان قد أمضى حياته المهنية في فقط مع شيميزو بولسه على مدى السنوات ال 18 الماضية. وشارك أيضا 27 مرة مع المنتخب الوطني الياباني بين عامي 1997 و 2001. [1] وكان بديلا غير مستخدم في نهائيات كأس العالم لكرة القدم عام 1998. وأصبح معروف جداً لهدفه ضد البرازيل في دورة الألعاب الاولمبية الصيفية 1996 في اتلانتا ففوز اليابان 1-0 على البرازيل شكل صدمه.

## روابط خارجية
1. ↑  "معلومات عن تيرويوشي إيتو على موقع int.soccerway.com". int.soccerway.com. مؤرشف من الأصل في 2017-08-06.
2. ↑  "معلومات عن تيرويوشي إيتو على موقع sports-reference.com". sports-reference.com. مؤرشف من الأصل في 2017-07-21.
3. ↑  "معلومات عن تيرويوشي إيتو على موقع national-football-teams.com". national-football-teams.com. مؤرشف من الأصل في 2020-03-15.

- FIFA Statistics at FIFA
- تيرويوشي إيتو على موقع الاتحاد الدولي (مؤرشف)  (الإنجليزية)
- تيرويوشي إيتو على موقع رابطة كرة القدم اليابانية للمحترفين (اليابانية)
- تيرويوشي إيتو على موقع قاعدة بيانات كرة القدم.إي يو (الإنجليزية)
- تيرويوشي إيتو على موقع ناشيونال فوتبول تيمز (الإنجليزية)
- تيرويوشي إيتو على موقع Soccerway.com (الإنجليزية)
- تيرويوشي إيتو على موقع عالم كرة القدم.نت (الإنجليزية)
- تيرويوشي إيتو على موقع أوليمبيديا (الإنجليزية)
- Squad listing at the Shimizu S-Pulse official website